# Moḩrezī
Moḩrezī (persiska: مُهرِزی, مُورِزی, Mohrezī, محرزی) är en ort i Iran.   Den ligger i provinsen Bushehr, i den centrala delen av landet, 700 km söder om huvudstaden Teheran. Moḩrezī ligger 8 meter över havet och antalet invånare är 165.
Terrängen runt Moḩrezī är mycket platt. Runt Moḩrezī är det ganska tätbefolkat, med 222 invånare per kvadratkilometer. Närmaste större samhälle är Govābīn, 5,1 km väster om Moḩrezī. Trakten runt Moḩrezī är ofruktbar med lite eller ingen växtlighet.